# Недригайловский поселковый совет
Недригайловский поселковый совет (укр. Недригайлівська селищна рада) — входит в состав
Недригайловского района
Сумской области
Украины.
Административный центр поселкового совета находится в 
пгт Недригайлов.
Городской голова - Волков Константин Владимирович

## Населённые пункты совета
- пгт Недригайлов
- с. Вакулки
- с. Вехово
- с. Луки
- с. Пушкарщина